# Legge dell'eponimia di Stigler
La legge dell'eponimia di Stigler descrive alcuni aspetti del processo di scoperta scientifica e, in forma estremamente concisa e semplificata, afferma:
La legge è stata enunciata da Stephen Stigler, professore di statistica all'Università di Chicago.

## Esempi
È facile darne innumerevoli esempi di applicazione. Ad esempio la legge di Snell della rifrazione era nota a Ibn Sahl nel X secolo, il disco di Newton è descritto già da Claudio Tolomeo secoli prima, Robert Hooke ha scoperto, tra l'altro, la ruota di Savart, gli anelli di Newton, e la legge di Boyle, ma non il giunto universale di Hooke, che, prima di essere chiamato giunto di Cardano, risaliva all'antichità; la formula di Cardano per la soluzione delle equazioni di terzo grado, d'altra parte, prima che a Cardano, era nota a Tartaglia, ma non era neppure sua, e così via. Le scoperte tendono ad essere attribuite il più delle volte a pochi personaggi che svolgono un ruolo analogo a quello degli eroi eponimi dell'antichità: Isaac Newton e Cartesio sono tra questi.
La stessa legge di Stigler è un esempio della propria tesi: la sua scoperta è infatti attribuita da Stigler a Robert Merton.